# Alexander Jendorff
Alexander Jendorff (* 9. Februar 1970 in Frankfurt am Main) ist ein deutscher Historiker.

## Leben
Von 1990 bis 1995 studierte er Geschichte und Latein an den Universitäten Gießen, Leicester und Berlin. Von 1996 bis 1998 war er Stipendiat des Gießener Graduiertenkollegs „Mittelalterliche und Neuzeitliche Staatlichkeit“. Nach der Promotion 1998 (Thema: Katholische Reform im Erzstift Mainz) absolvierte er von 1998 bis 2000 das Referendariat und war Studienrat an der Goetheschule Wetzlar. Seit 2011 war er dort Oberstudienrat. Seit 2016 ist er Aufgabenfeldleiter am Burggymnasium Friedberg und seit 2017 dort Studiendirektor.
Er ist Mitglied der Historischen Kommission für Hessen. Seit 2014 ist er außerplanmäßiger Professor an der Universität Gießen.
Seine Forschungsschwerpunkte sind die Sozial-, Rechts- und Verfassungsgeschichte des Alten Reiches: Adelsgeschichte, Fehde, Staatlichkeit und Gesellschaft, Reichspublizistik, Kondominat, die Religions- und Kulturgeschichte der Frühen Neuzeit: Reformation und Konfessionalisierung, Religionsverständnis/-entwicklung und die Historiographiegeschichte im 19. Jahrhundert.

## Ehrungen
2000 erhielt er den Hubert-Jedin-Preis der Gesellschaft zur Herausgabe des Corpus Catholicorum für die Dissertation. 2010 erhielt er den Wissenschaftspreis Hessische Geschichte und Landeskunde des Hessischen Ministeriums für Wissenschaft und Kunst für die Habilitationsschrift.

## Schriften (Auswahl)
- Reformatio Catholica. Gesellschaftliche Handlungsspielräume kirchlichen Wandels im Erzstift Mainz 1514–1630. Münster 2000, ISBN 3-402-03806-4.
- Verwandte, Teilhaber und Dienstleute. Herrschaftliche Funktionsträger im Erzstift Mainz 1514 bis 1647. Marburg 2003, ISBN 3-921254-91-4.[3]
- Typen, Funktionsweisen und Entwicklungspotentiale von Herrschaftsgemeinschaften in Alteuropa anhand hessischer und thüringischer Beispiele. Marburg 2010, ISBN 978-3-942225-06-9.
- Der Tod des Tyrannen. Geschichte und Rezeption der Causa Barthold von Wintzingerode. München 2012, ISBN 3-486-70709-4.[4]
- Virtus, Merkur und Moneten. Adeliges Unternehmertum und die Transformation der alteuropäischen Eliten. Baden-Baden 2021, ISBN 978-3-8487-7798-3.[5]
- „zu desto mehrer beruhigung Land und Leüte“: Der Hanauer Religionsrezess von 1670 und die Etablierung protestantischer Bikonfessionalität. In: Holger Th. Gräf, Markus Laufs (Hrsg.): Geplante Vielfalt? Kulturelle Verflechtungen in der Neustadt Hanau im 17. und 18. Jahrhundert (= Veröffentlichungen der Historischen Kommission für Hessen. Band 96 = Untersuchungen und Materialien zur Verfassungs- und Landesgeschichte. Band 33). Marburg 2025, ISBN 978-3-942225-61-8, S. 81–108.